# 미녀 사냥
"미녀 사냥"은 한국에서 제작된 김오대 감독의 1990년 드라마, 멜로/로맨스 영화이다. 이충식 등이 주연으로 출연하였고 김추련 등이 제작에 참여하였다.

## 출연

### 주연
- 이충식
- 남포동
- 조영희

## 기타
- 조명: 김동호
- 녹음: 유창국